# Exothyridium duponti
Exothyridium duponti är en skalbaggsart som beskrevs av Soula 2002. Exothyridium duponti ingår i släktet Exothyridium och familjen Rutelidae. Inga underarter finns listade i Catalogue of Life.